# IC 1915
IC 1915 ist eine Balken-Spiralgalaxie vom Hubble-Typ SB?R im Sternbild Pendeluhr am Südsternhimmel. Sie ist rund 898 Millionen Lichtjahre von der Milchstraße entfernt und hat einen Durchmesser von etwa 160.000 Lichtjahren.

Im selben Himmelsareal befindet sich unter anderem die Galaxie IC 1912.
Das Objekt wurde am 14. Oktober 1898 von DeLisle Stewart entdeckt.